# Умару Пулавар
Умару Пулавар (*உமறுப் புலவர், 1642 —д/н) — тамільський мусульманський поет часів занепаду Віджаянагарської імперії.

## Життєпис
Походив з мусульманської родини, яка, ймовірно перебралася сюди за часів розквіту Делійського султанату. Батько займався виготовленням парфумерії. Втім Умару замолоду захопився поезією. У 1658 році під час літературних змагань переміг відомого поета Валлая Варундхі. Через деякий час був запрошений до двору Венкатешвари, місцевого наяка (впливового феодала часів розпаду Віджаянагарської імперії). Більшу частину життя прожив у Еттаяпурам, головному місті наякства.

## Творчість
Складав свої твори тамільською мовою. Йому належить «Пурана про пророка Мухаммада» — твір, в якому своєрідно поєднуються традиційна індійська літературна форма стародавніх пам'ятників індуїстської думки — пурана — і вчення Корану. Життєпис Мухаммада в цій пурані подається на тлі типового південноіндійського пейзажу з багатьма місцевими реаліями.
Також серед доробку Пулавар є весільні поеми «Сетхакатхі» (невстиг завершити) та «Мутху Мозхіл Малай».